# Hans De Clercq
Pour les articles homonymes, voir De Clercq.
Hans De Clercq (né le 3 mars 1969 à Deinze) est un coureur cycliste belge, professionnel de 1993 à 2004. Il est actuellement directeur sportif de l'équipe Flanders-Baloise.

## Palmarès

### Palmarès amateur
- 1990
  - Flèche flamande
- 1991
  - 2e de Bruxelles-Opwijk
  - 2e de Hasselt-Spa-Hasselt
  - 3e de la Flèche flamande
  - 3e de la Flèche flamande
  - 3e de la Course des chats
  - 3e de Gand-Wervik
- 1992
  - 1re étape du Circuit franco-belge
  - Tour de Flandre-Orientale :
    - Classement général
    - 4eb étape

  - 3e de la Course des chats

### Palmarès professionnel
- 1994
  - 2e de la Gullegem Koerse
- 1995
  - 2e du championnat des Flandres
- 1997
  - Grand Prix Raf Jonckheere
  - 2e du Circuit franco-belge
  - 3e du Circuit Mandel-Lys-Escaut
  - 3e d'À travers la Belgique
- 1998
  - 2e étape du Circuit franco-belge
  - 2e du championnat des Flandres
- 2000
  - Bruxelles-Ingooigem
- 2001
  - Classic Haribo
  - 2e étape des Trois Jours de La Panne
  - 2e de Kuurne-Bruxelles-Kuurne
  - 2e du Stadsprijs Geraardsbergen

## Résultats sur les grands tours

### Tour de France
2 participations
- 2002 : 145e
- 2003 : 147e et lanterne rouge

### Tour d'Italie
1 participation
- 2001 : 126e